# Стратешко бомбардовање
Стратешко бомбардовање је војна стратегија која се користи у тоталном рату у циљу да се непријатељ порази уништењем његове економске способности за вођење рата уместо уништењем његових копнених или поморских снага. То је систематски организовани и спроведени напад из ваздуха у коме могу да се користе стратешки бомбардери, ракете средњег и далеког домета или ловци-бомбардери наоружани нуклеарним оружјем како би се напале мете које се сматрају виталним за непријатељеву способност за вођење рата.
Један од начина за добијање рата је и деморалисање непријатеља како би потписивање мира или предаје за њега постало повољнија опција од наставка сукоба. Стратешко бомбардовање има и ову намену.